# Lassine Bouaré
Lassine Bouaré est un homme politique malien, né en 1959 à Massala (région de Ségou au Mali)

## Biographie
Après des études secondaires au lycée de Markala, Lassine Bouaré poursuit des études supérieures à l'École nationale d'administration publique de Rabat au Maroc entre 1978 à 1986 où il obtient  une maîtrise en cycle normal en 1983 et un diplôme de 3e cycle en 1986. Entre 2001 et 2002, il suit des études à l'École nationale d'administration de Paris.
Lassine Bouaré exerce dans un premier temps à la direction nationale des industries (1989-1990), puis au Commissariat à la réforme administrative entre 1990 et 1994. Il exerce ensuite en qualité de Chef de la Cellule de développement à la Mission de décentralisation et des reformes institutionnelles. De 2000 à 2001, il est conseiller technique au ministère de l'Administration Territoriale et des Collectivités Locales chargé des questions de décentralisation et de développement local. En 2002, il est nommé conseiller technique à la Présidence de la République pour gérer les questions de politique et gouvernance, poste qu’il occupe jusqu’en 2003.
Lassine Bouaré dirige l'Institut national de prévoyance sociale (INPS) de 2003 à 2009, jusqu'à son entrée au gouvernement.
Le 9 avril 2009 le président Amadou Toumani Touré le nomme ministre délégué auprès du ministre de l'économie et des Finances chargé du budget dans le gouvernement remanié de Modibo Sidibé. Le 6 avril 2011 il est nommé ministre de l’Économie et des Finances dans le gouvernement de Gouvernement de Cissé Mariam Kaïdama Sidibé.